# Coalitie voor Bulgarije
De Coalitie voor Bulgarije (Bulgaars: Коалиция за България, Koalicija za Balgarija) is een politieke alliantie in Bulgarije die wordt aangevoerd door de Bulgaarse Socialistische Partij (BSP). De Coalitie voor Bulgarije werd in 1999 gevormd en deed mee met de parlementsverkiezingen van 17 juni 2001. De Coalitie behaalde toen 17,1% van de stemmen, goed voor 48 van de 240 zetels tellende Narodno Sobranie (Nationale Vergadering). De Coalitie voor Bulgarije was de grote winnaar van de parlementsverkiezingen van 25 juni 2005 toen deze 34,42% van de stemmen kreeg, goed voor 82 zetels in het parlement. De voorzitter van de BSP, Sergej Stanisjev, vormde daarop een regering met de Nationale Beweging Simeon II en de Beweging voor Rechten en Vrijheden (een liberale partij die de Turkse minderheid vertegenwoordigt). De alliantie haalde bij de parlementsverkiezingen in 2009 17,7% van de stemmen en 40 van de 240 zetels.

## Partijen in de Coalitie voor Bulgarije
- Bulgaarse Socialistische Partij (Balgarska Socialisticeska Partija)
- Partij van Bulgaarse Sociaaldemocraten (Partija Bulgarski Socialdemokrati)
- Agrarische Unie "Aleksandur Stamboeliski" (Zemedelski Sayuz "Aleksandar Stamboliyski")
- Roma Partij (Partiya Roma)
- Beweging voor Sociaal-Humanisme (Dviženie za Socialem Humanizum)
- Communistische Partij van Bulgarije (Komunisticeska Partija na Balgarija)